# Crossocerus lundbladi
Crossocerus lundbladi är en stekelart som först beskrevs av Kjellander 1954.  Crossocerus lundbladi ingår i släktet Crossocerus, och familjen Crabronidae. Enligt den finländska rödlistan är arten nära hotad i Finland. Arten är reproducerande i Sverige. Artens livsmiljö är skogar.